# Erwin Wittstock

Erwin Wittstock (Desen în cărbune de Juliana Fabritius-Dancu, 1954

Erwin Wittstock (n. 25 februarie 1899, Sibiu – d. 27 decembrie 1962, Brașov) a fost un scriitor de limba germană din România.

## Biografie
Deși s-a născut la Sibiu, Wittstock și-a petrecut o bună parte a copilăriei și tinereții la Biertan, fiind fiul preotului și scriitorului Oskar Wittstock, unul dintre cei care s-au implicat în emanciparea culturală a femeii din comunitatea săsească, militând pentru educația ei școlară. I-a fost exemplu fiului său, scriind în 1907 Der sechste Tag (Ziua a șasea), în care prezintă, prin prisma evanghelică lutherană, viața unei învățătoare săsești la începutul secolului al XX-lea.
Erwin Wittstock a fost încorporat în armata austro-ungară și, după un scurt stagiu de instrucție, a fost trimis pe frontul italian. După terminarea Primului Război Mondial, Wittstock a terminat studiile superioare la Universitatea Regele Ferdinand I din Cluj. Apoi, fiind licențiat în drept, a profesat avocatura la Sibiu.
În anul 1919, Erwin Wittstock a publicat una din primele încercări literare, poemul Astarte, în revista Das Ziel (Țelul), sub pseudonimul „Erwin von Altbischofshausen”, nume care ar putea semnifica „din sediul episcopal de la Biertan”., 
Activitatea sa literară deplină începe în 1925, debutând în presă cu povestiri și nuvele, parte din ele adunate în primul său volum „Zineborn“, apărut în 1927 la Sibiu.
Între anii 1929-30 Erwin Wittstock a fost secretar de redacție la „Siebenbürgisch-Deutsches Tageblatt“.
În anii 1930, în scrierile sale se resimte modelul literaturii Gliei și Sângelui (Blut-und-Boden-Literatur). Publică în revistele Germaniei naziste, ca, de exemplu, în revista Das Innere Reich eseuri, texte literare și articole. Alături de scriitorul nazist, Heinrich Zillich, născut în România, Wittstock este unul dintre autori care se bucura de o apreciere deosebită din partea autorităților național-socialiste. După ce din bibliotecile Reich-ului au fost scoase cărțile unor autori considerați decadenți și neconformi spiritului german, acestea fiind arse în public, aparatul de propagandă nazist a dat publicității listele cu literatura recomandată publicului. Un loc privilegiat pe această listă au ocupat și scrierile lui Wittstock, alături de scrierile altor autori germani din România ca Heinrich Zillich (cu romanele: Der Weizenstrauß, 1938; Zwischen Grenzen und Zeiten, 1937), Adolf Meschendörfer (Der Büffelbrunnen, 1935), Karl von Möller (Die Werschetzer Tat, 1936) și Erwin Neustädter. 

La congresul scriitorilor din vara anului 1955 s-a produs un fel de „revoltă spirituală”, care însă nu a avut nici un fel de rezultate concrete. Atitudinea poetului Erwin Wittstock a produs senzație atunci când le-a cerut colegilor scriitori români să ia pozitie față de tragedia pe care au trăit-o germanii din România: deportările în Uniunea Sovietică, lipsirea de drepturi, aruncarea în închisori.
Romanul Januar '45 oder Die höhere Pflicht (Ianuarie ’45 sau datoria supremă), care a putut apărea în România abia după ce moștenitorii săi au reușit, în 1998, să recupereze manuscrisul din depozitele Securității, tratează deportarea germanilor din România în Uniunea Sovietică, în perioada 1945-1949. Romanul se axează pe zilele tulburi ale ridicării germanilor de la casele lor, destinul minorității germane fiind ilustrat prin exemplul unei familii. În secret, s-a ordonat deportarea forțată a germanilor din România cu vârstele cuprinse între 17 și 45 de ani și s-a stabilit ca ridicarea efectivă să aibă loc în perioada 11-14 ianuarie 1945. Erwin Wittstock documentează, cu un real talent de narator, dureroasa experiență a conaționalilor săi sași transilvăneni.
Din prima căsătorie Erwin Wittstock a avut o fiică și doi fii, dintre care unul, Joachim Wittstock, a devenit și el scriitor. Politicianul Eberhard-Wolfgang Wittstock este singurul copil din căsătoria cu Thea Depner.

## Scrieri
- Zineborn, Sibiu, 1927 (prima ediție); Editura Kriterion, București, 1979 (ediția a 2-a); Editura Union, Berlin, 1982 (ediția a 3-a)
- Die Liquidierung des sächsischen Nationalvermögens und die Enteignung der Sieben-Richter-Waldungen, Schäßburg, Markusdruckerei, 1931
- Bruder, nimm die Brüder mit, roman, München, Editura Albert Langen/Georg Müller, 1933
- Die Freundschaft von Kockelburg und andere Erzählungen (Prietenia de la Cocleți și alte povestiri), München 1936, Berlin, Union Verl., 1965 (ediția a 2-a)
- Station Onefreit. Herz an der Grenze. Zwei Erzählungen, München, Editura Albert Langen/Georg Müller, 1936
- Miesken und Riesken, Editura A. Langen und G. Müller, München, 1937
- Das Begräbnis der Maio (nuvelă), Leipzig, 1937
- ... abends Gäste ... Gestalten und Geschichten, Editura A. Lange und G. Müller, München, 1938; Editura Hoffmann und Campe, Hamburg, 1948; Editura Kriterion, București, 1982
- Der Hochzeitsschmuck. Erzählungen, München, Editura Albert Langen/Georg Müller, 1941; Editura Union, Berlin, 1962
- Königsboden. Erzählungen, München, Editura Albert Langen/Georg Müller, 1941
- Die Hexensalbe. Die unruhige Wohnung, Praga, Editura Volk und Reich (Prager Feldpost-Bücherei), 1944
- Wäschestrick und Friedenspfeife. Die Eibe, Praga, Amsterdam, Berlin, Wien, Editura Volk und Reich (Prager Feldpost-Bücherei), 1944
- Die Schiffbrüchigen, nuvelă, Editura Hoffmann und Campe Verlag, Hamburg, 1949; Editura Kriterion, București, 1986 și 1991
- Das Herodesspiel. ErzählungenÂÂ, Graz, Wien, München, Editura Stiasny, 1954
- Die Töpfer von Agnethendorf / Schauspiel, Editura de Stat pentru Artă și Literatură, București, 1954
- Siebenbürgische Novellen und Erzählungen, Editura pentru artă și literatură, București, 1955
- Freunde. ErzählungenÂÂ, București, Jugendverlag, 1956
- Die Begegnung / Novellen, Editura de Stat pentru Artă și Literatură, București, 1957;  Editura Union, Berlin. (Ediția a 2-a)
- Einkehr / Novellen und Erzählungen, Editura Union, Berlin, 1958
- Der verlorene Freund. Erzählungen, Berlin, Editura Neues Leben, 1958
- Der Viehmarkt von Wängertsthuel, Berlin, Editura Union, 1958
- Der Hochzeitsschmuck und andere Erzählungen, Berlin, Editura Union, 1962

postum
- Der Sohn des Kutschers und andere Erzählungen, București, Editura pentru Literatură, 1964
- Der Hochzeitsschmuck und andere Erzählungen, București, Editura pentru Literatură, 1964
- Die Freundschaft von Kockelburg / Erzählung, Editura Union, Berlin, 1965
- Der Viehmarkt von Wangertsthuel - Novellen und Erzählungen, Editura pentru Literatură, 1967
- Der falsche Malvasier, București, Editura  Kriterion, 1971; Falsul vin de Malvasia, Editura  Kriterion, București, 1978
- Das Jüngste Gericht in Altbirk / Roman, Editura Kriterion, București, 1971; Judecata de apoi la Altbirk, Editura Kriterion, 1987
- Zineborn. Erzählungen 1920-1929, București, Editura Kriterion, 1979
- Abends Gäste. Erzählungen 1930-1939, București, Editura Kriterion, 1982
- Die Schiffbrüchigen. Erzählungen 1940-1962, București, Editura Kriterion, 1986
- Der Hund und der Fuchs und andere Geschichten, București, Editura Kriterion, 1988
- Das letzte Fest. Roman Erzählungen, București, Editura Kriterion, 1991
- Januar ‘45 oder die höhere Pflicht (Ianuarie ’45 sau datoria supremă), roman, Editura ADZ, București, 1998 (ediția a 2-a în 2002 ISBN 973-8384-02-8)
- Einkehr. Prosa aus Siebenbürgen, München, Editura Südostdeutsches Kulturwerk, 1999

- L'If. Suivi de la fausse Malvoisie (nuvele, traducere în franceză), Editura Solin, 1991